# آي تي إن
آي تي إن (ITN) أو أخبار التلفزيون المستقلة (بالإنجليزية: Independent Television News)‏ هي شركة بريطانية متخصصة في الأخبار والمحتوى الإخباري. تتألف آي تي إن من ثلاث أقسام: آي تي إن نيوز، آي تي إن سورس وآي تي إن برودكشنز. يقع مقر الشبكة في لندن ولديها مكاتب أخرى في بكين وبروكسل والقدس وجوهانسبرغ ونيويورك وباريس وسيدني وواشنطن العاصمة.
آي تي إن تنتج محتوى آي تي في، والقناة الرابعة البريطانية، والقناة الخامسة البريطانية، ومشغلي الهواتف النقالة في المملكة المتحدة، ومواقع على الإنترنت مثل يوتيوب، وإم إس إن، وياهو!.